# Înalte Patronaje ale Familiei Regale a României
Înaltul Patronaj regal este o distincție onorifică acordată de membrii Familiei Regale a României unor organizații, instituții sau evenimente cu caracter recurent, care se remarcă prin profesionalism, impact și dedicare în domenii relevante pentru societate. Prin acordarea acestui patronaj, Casa Regală își exprimă public susținerea, fără ca aceasta să implice o relație de natură juridică, comercială sau politică.
Această formă de recunoaștere are rădăcini adânci în istoria Casei Regale a României. Încă din primii ani ai domniei, Regele Carol I și Regina Elisabeta au oferit patronajul lor în multiple domenii ale vieții românești – de la știință, artă, educație, sănătate, economie și diplomație, până la cultură, spiritualitate și armată. Regina Elisabeta a inițiat numeroase organizații cu profil social, educațional, medical și artistic, fiind o susținătoare activă a binelui public.

Tradiția a continuat prin Regele Ferdinand I și Regina Maria, care au patronat instituții de prestigiu precum Academia Română, Crucea Roșie, universități, școli de meserii și fundații din domeniul social și medical. Nici vremurile tulburi nu au întrerupt această continuitate, Regele Carol al II-lea, Regina-Mamă Elena, Regele Mihai I și Regina Ana continuând activ implicarea Familiei Regale în viața civică a țării. Această tradiție nu a fost întreruptă niciodată, de-a lungul celor cinci generații ale Familiei Regale.
Astăzi, Înaltele Patronaje sunt oferite de Majestatea Sa Margareta, Custodele Coroanei, Principele Radu și Principesa Maria. 

## Regulamentul acordarii și utilizării Înaltului Patronaj
Acordarea acestui patronaj reprezintă o validare a calității și relevanței activității desfășurate de entitatea respectivă și reflectă, în același timp, interesul personal al membrului Familiei Regale pentru domeniul în cauză. Este important de menționat că Înaltul Patronaj nu implică angajamente juridice, politice sau comerciale și nu constituie un parteneriat formal, ci o susținere simbolică și publică.
Persoana regală care acordă Înaltul Patronaj poate însoți organizația în anumite ocazii internaționale, poate participa la evenimente majore, poate oferi diplome, poate găzdui întâlniri la Palatul Elisabeta sau în alte reședințe regale și poate menționa organizația în discursuri publice. De asemenea, sprijină activitatea acesteia prin prezență, recomandări scrise, promovare și facilitarea de legături profesionale, atât în țară cât și în străinătate.
Entitățile care beneficiază de Înaltul Patronaj au dreptul de a folosi cifra personală a membrului Familiei Regale pe materiale de promovare (afișe, pliante, anteturi, plicuri, mape etc.), în scopul evidențierii acestei distincții.
Această distincție se acordă pe termen nelimitat, dar Casa Regală își rezervă dreptul de a o retrage în orice moment, fără obligația de a oferi explicații. În cazul în care instituția sau evenimentul devine obiectul unor critici, controverse, anchete sau acuzații în spațiul public ori în presă, retragerea patronajului se produce automat.

## Înaltele Patronaje regale aleMajestății Sale Margareta, Custodele Coroanei[2]
| Anul acordării | Numele proiectului: |
| 2005           | Festivalului Internațional EUROPAfest (Jeunesses Musicales) – impreuna cu Principele Radu |
| 2005           | Concursul International de Creatie „Basmele Reginei Maria” – impreuna cu Principele Radu |
| 2008           | Gala Societatii Enescu de la Londra, organizata de Institutul Cultural Roman din Londra |
| 2010           | Festivalul „Transilvania Fest” |
| 2011           | Turneul „George Enescu în Italia”, organizat de Institutul Român de Cultură și Cercetare Umanistică de la Veneția în colaborare cu Societatea Enescu de la Londra și Muzeul Național „George Enescu” |
| 2011           | Fundatia Culturala Rosia Montana |
| 2012           | Festivalul de Teatru pentru Copii si Adolescenti „Mark Twain” |
| 2012           | Festivalul „Sighisoara Medievala” |
| 2012           | Congresul European de Turism Rural Piatra Neamt |
| 2013           | Initiativa Nationala „Plantam Fapte Bune in Romania’’, reprezentata de Asociatia Eco-assist |
| 2013           | The Duke of Edinburgh’s International Award Romania |
| 2013           | Conferinta „Christmas Lectures’’ |
| 2013           | Festivalul International de Teatru Radiofonic „Grand Prix Nova’’ |
| 2015           | Evenimentului „Luna Bucureștilor“, organizat de Fundația Calea Victoriei |
| 2015           | Concursurile școlare „Cangurul“ |
| 2015           | Proiectul teatral „Laboratorul de noapte – Bulandra“ |
| 2015           | Transylvania College |
| 2016           | Gala „Oamenii Timpului” |
| 2017           | Alianța Națională pentru Boli Rare din România |
| 2017           | Consiliul Național al Elevilor |
| 2017           | Concursul Național Profesional-Științific și Sportiv „Agronomiada” – impreuna cu Principele Radu |
| 2017           | Brigada 17 Mecanizată Wielkopolska a Armatei Poloniei |
| 2017           | Congresului Internațional de Zoologie |
| 2017           | Muzeul National de Istorie Naturala ,,Grigore Antipa” |
| 2018           | Comitetul Olimpic și Sportiv Român |
| 2018           | Colegiul Național „Iulia Hasdeu” din București |
| 2018           | Alianța Colegiilor Centenare din România |
| 2018           | Federația Română de Rugby |
| 2018           | Asociația Presei Sportive din România |
| 2018           | Asociația Cadrelor Militare Femei în Rezervă și Retragere „Sublocotenent Ecaterina Teodoroiu” |
| 2018           | Ateneul Național din Iași |
| 2019           | Societatea Națională de Cruce Roșie din România |
| 2019           | Institutul de Investigare a Crimelor Comunismului și Memoria Exilului Românesc |
| 2019           | Federația Română de Oină |
| 2020           | Federația Română de Ciclism |
| 2020           | Muzeul Național al Țăranului Român |
| 2020           | Muzeul Național al Satului Dimitrie Gusti |
| 2021           | Asociației Mémoire et histoire des tombes roumaines en France |
| 2021           | Clubului Regal al Medicilor |
| 2021           | Ploiești Jazz Festival |
| 2021           | Romanian Hospitality Awards |
| 2022           | Expoziția 100 ani de la Încoronarea de la Alba-Iulia organizată de Banca Națională a României |
| 2022           | Societatea de Geografie din România |
| 2022           | Federația Română de Natație și Pentatlon Modern |
| 2023           | Turneul de tenis Transylvania Open |
| 2025           | Federația Română de Canotaj |

## Înaltele Patronaje regale alePrincipelui Radu[2]
| Anul acordării | Numele proiectului:                                                                                      |
| 2005           | Federația Română de Karate Tradițional                                                                   |
| 2005           | Festivalului internațional EUROPAfest (Jeunesses Musicales)                                              |
| 2005           | Concursului național școlar “Basmele Reginei Maria”                                                      |
| 2008           | Școlilor de Vară “Leaders Romania”                                                                       |
| 2009           | Cameratei Regale a Universității Naționale de Muzică, București                                          |
| 2009           | Simpozionului anual “Dimitrie Cantemir” al Liceului Teoretic Cantemir, Iași                              |
| 2010           | Festivalului Internațional de Film București                                                             |
| 2010           | Asociației “Inițiativa Tinerilor pentru Modernizarea României”, Cluj                                     |
| 2010           | Observatorului European al Plurilingvismului (Paris, Franța)                                             |
| 2011           | Federației Române de Scrimă                                                                              |
| 2011           | Federației Române de Tir cu Arcul                                                                        |
| 2013           | Corului Regal (Universitatea de Muzică din București)                                                    |
| 2013           | Asociației Studenților Economiști din România                                                            |
| 2015           | Liceului Academic de Arte Plastice din Chișinău                                                          |
| 2016           | Comitetului Național Paralimpic România                                                                  |
| 2016           | Asociației Voluntarilor Invictus România                                                                 |
| 2017           | Consiliul Național Profesional-Științific și Sportiv „Agronomiada” – impreuna cu Majestatea Sa Margareta |
| 2018           | Retromobil România                                                                                       |
| 2018           | Colocviile Regale                                                                                        |
| 2020           | Asociația Tradiții Ostășești                                                                             |
| 2020           | Federația Ecvestră Română                                                                                |
| 2021           | Asociația Tradiția Militară                                                                              |
| 2022           | Asociația pentru Șoimărit și Protecția Păsărilor de Pradă „”Peregrinus”                                  |
| 2023           | Orchestra de Tineret a Filarmonicii de Stat „Transilvania”                                               |
| 2024           | Federația Română de Șah                                                                                  |

## Înaltele Patronaje regale alePrincipesei Maria[2]
| Anul acordării | Numele proiectului:                                                                                                 |
| 2015           | Congresul Societății Române de Rinologie                                                                            |
| 2015           | Organizația Umanitară Concordia                                                                                     |
| 2015           | Programul național de educație de mediu Patrula de Reciclare, desfășurat de Asociația Română pentru Reciclare RoRec |
| 2015           | Expoziția chinologică internațională de la Alba Iulia                                                               |
| 2016           | Evenimentul anual Salonul Calului organizat de Clubul Equestria                                                     |
| 2017           | Festivalul Internațional de Ceramică Contemporană Caolin                                                            |
| 2017           | Federația Română de Badminton                                                                                       |
| 2017           | Al 42-lea Conventus Latin ORL                                                                                       |
| 2018           | Agenția Națională pentru Egalitate de Șanse între Femei și Bărbați                                                  |
| 2021           | Asociația Copii în Dificultate                                                                                      |